# 흡인성 폐렴
흡인성 폐렴(吸引性肺炎, aspiration pneumonia) 또는 흡입성 폐렴(inhalation pneumonia)은 위나 입의 내용물이 폐로 비교적 대량 들어가면서 발생하는 폐렴의 일종이다. 발생하는 증상과 징후에는 비교적 빠르게 발생하는 발열과 기침이 있다. 발병 가능성이 있는 합병증에는 폐농양, 급성호흡곤란증후군(ARDS), 농흉, 부폐렴삼출 등이 있다. 산성을 띠지만 감염성은 아닌 위의 내용물이 폐로 들어가며 발생하는 화학적 폐렴을 흡인성 폐렴의 일종으로 보기도 한다.
다양한 종의 세균이 감염을 일으킬 수 있다. 위험 인자에는 의식수준 저하, 삼킴장애, 알코올 의존증, 경관영양, 구강 질환 등이 있다. 진단은 현재 병력, 증상, 흉부 X선, 객담 배양 등을 통해 내린다. 다른 종류의 폐렴과 감별진단하는 것이 어려울 수 있다.
일반적으로 치료는 클린다마이신, 메로페넴, 암피실린/설박탐, 목시플록사신 등의 항생제를 이용한다. 화학적 폐렴만 발생한 환자에서는 보통 항생제가 필요하지 않다. 폐렴으로 입원한 환자의 약 10%는 흡인으로 인한 것으로 알려져 있다. 나이 든 사람에서 더 흔히 발생하며, 특히 양로원에서 호발한다. 성별에 따른 발생률 차이는 없다.

## 같이 보기
- 연하곤란